# أولا همفري
أولا همفري (بالإنجليزية: Ola Humphrey) هي ممثلة أمريكية، ولدت في 16 يوليو 1884 في آيوا في الولايات المتحدة، وتوفيت في 1948 في كاليفورنيا في الولايات المتحدة.

## وصلات خارجية
- أولا همفري على موقع IMDb (الإنجليزية)
- أولا همفري على موقع قاعدة بيانات برودواي على الإنترنت (الإنجليزية)
- أولا همفري على موقع قاعدة بيانات برودواي على الإنترنت (الإنجليزية)
- أولا همفري على موقع كينوبويسك (الروسية)